# Ángel María Álvarez Taladriz
Ángel María Álvarez Taladriz (Valladolid, 1840 -Valladolid, 1919), fue un profesor y académico español, miembro de la Real Academias de Bellas Artes desde 1897 y Director del Museo Provincial de Bellas Artes de Valladolid desde 1913 hasta su fallecimiento.
Fue también concejal en su ciudad natal.